# Open Knowledge Foundation
Open Knowledge Foundation (OKF; deutsch Stiftung für offenes Wissen) ist eine gemeinnützige Organisation, die sich für freie Inhalte einsetzt.
Die Organisation wurde am 20. Mai 2004 in Cambridge in Großbritannien als Open Knowledge Foundation gegründet. Zwischen Mai 2016 und Mai 2019 nannte sich die Organisation Open Knowledge International, entschied aber im Mai 2019, sich wieder Open Knowledge Foundation zu nennen.
Open Knowledge hat die Offen-Definition veröffentlicht und leitet mehrere Projekte, wie zum Beispiel CKAN, eine Registrierungs-Software, die viele Regierungen für ihre Open-Data-Projekte benutzten, und Where Does My Money Go, eine Dienstleistung für die transparente Darstellung von Haushaltsausgaben in Großbritannien. Neben der Entwicklung technischer Werkzeuge berät die Organisation in Lizenzfragen und setzt sich für freie Inhalte ein. So hat sie zum Beispiel die Entwicklung der Open Database License (ODbL) unterstützt.
In Deutschland ist der Verein Open Knowledge Foundation Deutschland (OKFDE) als deutscher Zweig (englisch Chapter) von Open Knowledge International präsent. In Österreich wird der Verein unter dem Namen Open Knowledge Forum Österreich und in der Schweiz unter dem Namen Opendata.ch geführt.

## Ziele
Als Ziele gibt Open Knowledge an:
- Offenes Wissen zu erzeugen und als Standard zu verbreiten
- Anderen dabei helfen, offenes Wissen zu verbreiten
- Eine nachhaltige und aktive Community zu schaffen
- Werkzeuge zu erstellen, um den obigen Zielen zu helfen
- Nutzerfreiheit in Bezug auf Wissen und Daten zu stärken

## Themen
Open Knowledge versteht sich als aktiver Teil der Zivilgesellschaft. Dabei werden die Bürgerrechte gefördert und gestärkt, wie sie im Grundgesetz und in der Europäischen Menschenrechtskonvention verankert sind. Die Organisation setzt sich dabei insbesondere für die folgenden Themen der digitalen Gesellschaft ein:
- Civic Technology
- Informationsfreiheit
- Offene Daten
- Offene Kulturgüter
- Offene Wissenschaft[8]
- Open Government

## Projekte von Open Knowledge

### OpenSpending
Open Knowledge betreibt die Seite OpenSpending.org. Ziel des Projekts ist es, Finanzdaten des öffentlichen Bereichs zu sammeln und bereitzustellen. Außerdem bietet die Seite die Möglichkeit die Datensätze mit verschiedenen Methoden zu visualisieren.